# Brenda Baar
Brenda Baar (19 juli 1987) is een Nederlandse meerkampster uit Hilversum, die zich later is gaan specialiseren in het hink-stap-springen en verspringen. Ze werd vijfmaal Nederlands kampioene bij het hink-stap-springen en viermaal bij het verspringen. Sinds 9 juni 2009 is zij tevens in het bezit van het Nederlandse record hink-stap-springen. Bovendien deed ze aan polsstokhoogspringen.

## Biografie
Op 18 mei 2007 werd Baar vierde op het NK zevenkamp in Sittard. Op 10 juni 2007 won ze tijdens de wedstrijden om de Gouden Spike in Leiden het hink-stap-springen met 12,43 m. Op 1 juli 2007 werd ze in Amsterdam voor de eerste maal Nederlands kampioene hink-stap-springen met een persoonlijk record van 12,72. Een jaar eerder behaalde ze reeds een zilveren medaille op dit onderdeel.
Bij de Nederlandse indoorkampioenschappen meerkamp 2008 in Gent veroverde Brenda Baar op de vijfkamp een bronzen plak achter Yvonne Wisse (goud) en Bregje Crolla (zilver). Vervolgens deed zij bij de Nederlandse baankampioenschappen van dat jaar uitstekende zaken door twee nationale titels voor zich op te eisen; tweemaal leverde zij daarbij pr-prestaties af. Allereerst prolongeerde zij op 5 juli haar hink-stap-titel. Met haar winnende sprong van 12,87 was ze nog maar 10 cm verwijderd van het Nederlandse record van Yvonne de Vreede uit 1998. Een dag later deed ze het bij het verspringen nog eens dunnetjes over door voor de eerste maal in haar atletiekloopbaan de zes-metergrens te overbruggen. Met haar 6,16 was ze te sterk voor meerkampster Jolanda Keizer (tweede met 6,03) en Valentine Kortbeek (derde met 5,80).
In 2009 gebeurde, wat zich het jaar ervoor al had aangekondigd: op 6 juni tijdens de Meeting voor Mon in het Belgische Kessel-Lo kwam Brenda Baar met een lichte tegenwind tweemaal tot 12,99 m, 2 cm verder dan het record van Yvonne de Vreede. Bij de Nederlandse kampioenschappen in augustus kwam ze er vervolgens opnieuw aardig in de buurt met haar beste sprong van 12,90. Een nieuwe recordverbetering werd het dus net niet, maar het leverde haar wel haar derde nationale titel op rij bij het hink-stap-springen op.
Baar is aangesloten bij atletiekvereniging AV'23.

## Nederlandse kampioenschappen
Outdoor
| Onderdeel          | Jaar                               |
| ------------------ | ---------------------------------- |
| hink-stap-springen | 2007, 2008, 2009, 2010, 2011, 2013 |
| verspringen        | 2008, 2011, 2013                   |

Indoor
| Onderdeel   | Jaar |
| ----------- | ---- |
| verspringen | 2012 |

## Persoonlijke records
Outdoor
| Onderdeel            | Prestatie    | Datum            | Plaats    |
| -------------------- | ------------ | ---------------- | --------- |
| 100 m                | 12,61 s      | 3 juni 2006      | Uden      |
| 200 m                | 25,60 s      | 29 augustus 2009 | Woerden   |
| 400 m                | 57,78 s      | 25 juni 2006     | Lisse     |
| 800 m                | 2.26,39 s    | 18 mei 2007      | Sittard   |
| 100 m horden         | 14,87 s      | 14 juni 2008     | Leiden    |
| hoogspringen         | 1,75 m       | 19 april 2009    | Amsterdam |
| verspringen          | 6,26 m       | 20 juli 2013     | Amsterdam |
| hink-stap-springen   | 13,51 m (NR) | 18 juni 2011     | Izmir     |
| polsstokhoogspringen | 3,25 m       | 27 juni 2004     | Sittard   |
| kogelstoten          | 10,90 m      | 17 mei 2007      | Sittard   |
| speerwerpen          | 27,57 m      | 18 mei 2007      | Sittard   |
| zevenkamp            | 5058 p       | 11/12 mei 2008   | Sittard   |

Indoor
| Onderdeel            | Prestatie | Datum              | Plaats     |
| -------------------- | --------- | ------------------ | ---------- |
| 800 m                | 2.20,88 s | 3 februari 2008    | Gent       |
| 60 m horden          | 9,46 s    | 18 maart 2006      | Gent       |
| hoogspringen         | 1,68 m    | 2 februari 2008    | Gent       |
| verspringen          | 5,88 m    | 18 februari 2006   | Gent       |
| hink-stap-springen   | 12,60 m   | 13 februari 2008   | Lee Valley |
| polsstokhoogspringen | 3,25 m    | 10 januari 2004    | Gent       |
| kogelstoten          | 11,32 m   | 18 december 2005   | Utrecht    |
| vijfkamp             | 3917 p    | 9/10 februari 2013 | Apeldoorn  |

## Palmares

### hink-stap-springen
- 2006:  NK indoor - 11,95 m
- 2007:  NK indoor - 12,05 m
- 2007:  NK - 12,72 m
- 2008:  NK indoor - 12,47 m
- 2008:  NK - 12,87 m
- 2009:  NK - 12,90 m
- 2010:  NK - 12,54 m
- 2011:  NK - 13,53 m (+ 2.3 m/s)
- 2013:  NK - 13,05 m (+ 1.4 m/s)

### verspringen
- 2008:  NK - 6,16 m
- 2009:  NK - 6,00 m
- 2011:  NK - 6,19 m
- 2012:  NK indoor - 6,07 m
- 2012:  Ter Specke Bokaal te Lisse - 6,25 m
- 2012:  Flynth Recordwedstrijden te Hoorn - 6,23 m (+0.9 m/s)
- 2013:  NK indoor - 6,08 m
- 2013:  NK - 6,26 m (+1.2 m/s)

### kogelstoten
- 2015: 9e NK indoor - 11,70 m

### vijfkamp
- 2008:  NK indoor meerkamp te Gent - 3806 p
- 2013:  NK indoor meerkamp te Apeldoorn - 3917 p